# Marčelo
Marčelo je moško osebno ime.

## Izvor imena
Ime Marčelo različica moškega osebnega imena Marcel.

## Pogostost imena
Po podatkih Statističnega urada Republike Slovenije je bilo na dan 31. decembra 2007 v Sloveniji število moških oseb z imenom Marčelo: 28.

## Osebni praznik
V koledarju je ime Marčelo uvrščeno k imenu Marcel.